# 311 (tal)
311 är det naturliga talet som följer 310 och som följs av 312.

## Inom vetenskapen
- 311 Claudia, en asteroid.

## Inom matematiken
- 311 är ett udda tal
- 311 är ett primtal
- 311 är ett defekt tal
- 311 är primtalstvilling med 313